# Mare de Chiya
Die Mare de Chiya (auch: Mare de Chia) ist ein ephemerer See in der Gemeinde Gaffati im Süden Nigers.

## Geographie
Die Mare de Chiya liegt nördlich der Dörfer Chiya Habou, Chiya Mala und Chiyata Anga in der Landgemeinde Gaffati, die zum Departement Mirriah in der Region Zinder gehört. Klimatisch ist das Gebiet Teil der Sahelzone.
Das Einzugsgebiet des Sees ist ein endorheisches System. Er wird durch Niederschläge gespeist, die von Jahr zu Jahr stark schwanken können. Die regenreichsten Monate sind üblicherweise der Juli und der August. Die Ausdehnung der Mare de Chiya kann von völliger Austrocknung bis 250 Hektar schwanken. Der See erreicht eine Tiefe von bis zu zwei Metern.

## Ökologie
Das Wasser des Sees ist etwas brackig. Die ziemlich sandigen Sedimente weisen einen niedrigen Phosphor- und einen durchschnittlichen Stickstoff-Gehalt auf.
Das Chiya-Feuchtgebiet ist als Important Bird Area klassifiziert. Es wird angenommen, dass hier regelmäßig mehr als 20.000 Wasservögel anzutreffen sind. Häufig vertretene Arten sind die Spießente (Anas acuta), die Knäkente (Anas querquedula) und die Löffelente (Anas clypeata). Noch in den 1970er Jahren zu Hunderten beobachtete Weißstörche (Ciconia ciconia) wurden später nicht mehr dokumentiert. Im Wasser leben Westafrikanische Lungenfische (Protopterus annectens), Nilbuntbarsche (Oreochromis niloticus) und Aalraubwelse (Clarias anguillaris).
Die Vegetation ist von der Seerosen-Art Tigerlotus (Nymphaea lotus) und der Reis-Art Oryza longistaminata geprägt. Typisch sind auch mehrere Hühnerhirsen-Arten, Wassermimosen (Neptunia oleracea), Wasserspinat (Ipomoea aquatica) und vereinzelt Wassersalat (Pistia stratiotes). Im Waldgebiet um den See wachsen Anabäume (Acacia albida), Arabische Gummi-Akazien (Acacia nilotica), Seyal-Akazien (Acacia seyal), Afrikanische Affenbrotbäume (Adansonia digitata), Anogeissus leiocarpa, Äthiopische Palmyrapalmen (Borassus aethiopum), Hyphaene thebaica, Piliostigma reticulatum und Echte Dattelpalmen (Phoenix dactylifera).

## Wirtschaftliche Bedeutung
Die lokale Bevölkerung kann den See, der im Besitz der Regierung steht, unter Aufsicht nutzen. Er spielt eine wichtige Rolle für den Ackerbau und als Viehtränke. Außerdem wird Fischerei betrieben.